# Паранько Ігор Степанович
Ігор Степанович Паранько (15 вересня 1951, с. Чижиків, Пустомитівський район, Львівська область — 18 липня 2015) — український геолог, педагог. Доктор геологічних наук, професор. Автор численних монографій, державних геологічних карт, атласу «Геологія і корисні копалини України», підручників та навчальних посібників.

## Біографія
Ігор Степанович Паранько народився в селі Чижиків Пустомитівського району Львівської області. З 1958 по 1966 роки навчався в Чижиківській восьмирічній школі. Продовжив навчання в Львівській середній школі № 29, яку закінчив 1968 року.
1968—1969 роках працює слюсаром-зварювальником у Львівському проектно-конструкторському дослідному заводі.
1969 року вступив до Львівського державного університету імені Івана Франка на геологічний факультет. 1974 року отримує диплом інженера-геолога за спеціальністю «Геологічна зйомка та пошуки родовищ корисних копалин».
1974—1975 — інженер-геолог Львівського державного інституту водного господарства. 1975—1976 — інженер-геолог Комплексної науково-дослідної лабораторії природних газів у Львові. 1976—1984 — інженер-геолог, молодший науковий співробітник Комплексної науково-дослідної лабораторії рудоносних формацій Львівського державного університету імені Івана Франка.
1984—1994 — працює геологом, старшим геологом, провідним геологом Криворізької геологорозвідувальної експедиції.
1987 року закінчує аспірантуру при кафедрі регіональної геології і корисних копалин Львівського державного університету імені Івана Франка та захищає кандидатську дисертацію на тему «Формаційна приналежність докембрійських конгломератів Українського щита та деякі питання їх металоносності».
1994—2009 — старший викладач, доцент, завідувач кафедри загальної геології та розвідки родовищ корисних копалин Криворізького технічного університету.
1997 року в спеціалізованій вченій раді Львівського державного університету імені Івана Франка захистив дисертацію «Ряди стратифікованих формацій і формаційні типи протерозойських метаморфічних комплексів Українського щита (на прикладі Кіровоградського та Придніпровського блоків)» на здобуття наукового ступеня доктора геологічних наук.
2001 року присвоєно наукове звання професора.
2009—2012 — професор кафедри фізичної географії та геології географічного факультету Криворізького державного педагогічного університету.
2012—2015 — завідувач кафедри економічної і соціальної географії та методики викладання Криворізького державного педагогічного університету
Член-кореспондент Академії гірничих наук України.
18 липня 2015 року помер у м. Кривий Ріг.

## Науковий доробок
Ігор Степанович Паранько працював над питаннями геолого-формаційного розчленування докембрію Українського щита, стратиграфії, металогенії й прогнозування пошуків корисних копалин у докембрійських породних комплексах. Займався вивченням ранньої історії геологічного розвитку Землі, екології геологічного середовища й довкілля в Криворізькому залізорудному басейні.
Ігор Степанович Паранько був прихильником нового наукового напряму в геології — антропогенної геології. Керував науково-дослідною лабораторією з дослідження антропогенних змін природного середовища гірничодобувних регіонів.
Був членом експертної ради з природничих і математичних наук Державної акредитаційної комісії України; експертом Державної комісії України із запасів корисних копалин; головою комісії з геохронології, класифікації, термінології і номенклатури докембрійської секції Національного стратиграфічного комітету України; членом Науково-редакційної ради Державної геологічної служби України.
Науковий доробок ученого становить понад 250 опублікованих праць, серед них монографії (6), Державні карти (2), атлас, підручники (6), навчально-методичні посібники (10), понад 150 наукових статей у фахових виданнях

## Основні наукові й навчально-методичні праці
- Паранько І. С. Основи формаційного аналізу: навч. посібник для студ. геол. спец. вищ. навч. закладів. — К., 1996. — 128 с. — ISBN 5-7763-9620-4
- Паранько І. С. (співавт.) Основи динамічної та прикладної геології; Динамічна геологія: підруч. для студ. вищ. навч. закл. за напрямком «Гірництво». — Кривий Ріг: Мінерал, 2000. — 205 с. — (Бібліотека гірничого інженера ; т. 1). — ISBN 966-7103-35-8
- Паранько І. С. (співавт.) Основи динамічної та прикладної геології: Прикладна геологія: підруч. для студ. вищих навч. закл. за напрямком «Гірництво». — Кривий Ріг: Мінерал, 2000. — 138 с. — (Бібліотека гірничого інженера ; т. 2). — ISBN 966-7103-44-7
- Паранько І. С. (співавт.) Загальна геологія: навч. посібник. — Кривий Ріг: Мінерал, 2003. — 464 с.
- Паранько І. С. (співавт.) Геолого-географічна історія України: навч. посібник. — Кривий Ріг: Видавничий дім, 2006. — 110 с. — ISBN 966-7997-82-0
- Паранько І. С. (співавт.) Формаційний аналіз нижньодокембрійських комплексів Українського щита під час проведення геологознімальних робіт: теоретико-практ. аспекти / Держ. геол. служба України, Укр. держ. геологорозвід. ін-т, Львів. нац. ун-т ім. І. Франка. — К. : УкрДГРІ, 2006. — 163 с. — ISBN 966-7896-30-7
- Паранько І. С. (співавт.) Геологія з основами геоморфології: навч. посібник. — Кривий Ріг: Мінерал, 2008. — 373 с. — ISBN 966-8224-01-9
- Паранько І. С. Основи історичної геології: навч. посібник. — Кривий Ріг: Видавничий центр КТУ, 2008. — 149 с.
- Паранько І. С. Основи четвертинної геології: навч. посібник. — Кривий Ріг: Видавничий центр КТУ, 2008. — 99 с.
- Паранько І. С. (співавт.) Методичний посібник для виконання лабораторних робіт з курсу «Геологія». — Кривий Ріг: Видавничий дім, 2009. — 83 с.
- Паранько І. С. (співавт.) Основи вчення про геологічні формації: підручник — Кривий Ріг: Видавничий дім, 2010. — 192 с. — ISBN 978-966-177-119-1
- Паранько І. С. Геологічна практика в Кривбасі: метод. посіб. для студ. I курсу природн. спец. / Криворізький держ. пед. ун-т, каф. фізичної географії та геології. — Кривий Ріг: Видавничий дім, 2011. — 98 с. — ISBN 978-966-177-140-5
- Паранько І. (співавт.) Корисні копалини України: навч. посібник. — Кривий Ріг: Видавничий дім, 2011. — 364 с.
- Паранько І. С. (співавт.) Мінерально-сировинний потенціал України: навч. посібник. — Кривий Ріг: Видавничий дім, 2011. — 332 с.
- Паранько І. С. (співавт.) Географія мінеральних ресурсів України = Geography of mineral resources of Ukraine: [монографія.] — Львів: Простір М, 2013. — 682 с. — ISBN 978-617-595-007-4
- Паранько І. С. Історична географія: конспект лекцій / Криворізький пед. ін-т ДВНЗ «Криворіз. нац. ун-т.». — Кривий Ріг: Чернявський Д. О. [вид.], 2014. — 128 с. — ISBN 978-617-7250-16-5
- Паранько І. С. (співавт.) Фізична географія Криворіжжя: моногр. навч. книга. — Кривий Ріг: Роман Козлов [вид.], 2015. — 268 с. — ISBN 978-617-7104-47-5

## Нагороди та відзнаки
За досягнення у вивченні докембрію Українського щита Ігор Степанович Паранько отримав відзнаки:
- Срібний нагрудний значок Спілки геологів України (2002)
- медаль В. І. Лучицького (2003)
- пам'ятний знак ім. Л. І. Лутугіна «За заслуги в розвідці надр» (2005)
- звання «Почесний розвідник надр України» (2007)

За заслуги в науково-педагогічній роботі був нагороджений Міністерством освіти та науки України Нагрудним знаком «Відмінник освіти України» (2002), Почесною грамотою ректорату Криворізького технічного університету (2004), Почесною грамотою Міністерства освіти й науки України (2008).